# Ventilklausel
Als Ventilklausel bezeichnet man die Regulierung der Ein- und Rückwanderung von Personen aus den Ländern der Europäischen Union in die Schweiz, die als Teil des Freizügigkeitsabkommens 1999 vereinbart wurde. Es handelt sich dabei um die Möglichkeit einer Kontingentierung der Einwanderungen in die Schweiz. Eine solche Einschränkung ist nach dem Abkommen möglich, wenn die Zuwanderung in einem Jahr 10 Prozent des Durchschnitts der vorangegangenen drei Jahre übersteigt.

## Übergangsfristen
Das Abkommen trat für die Angehörigen der «alten» EU-Mitgliedstaaten (EU-15) zum 1. Juni 2002 in Kraft.  Infolge der EU-Erweiterung 2004 wurde das Abkommen am 1. April 2006 ausgedehnt auf die zehn neuen EU-Staaten. Da für Zypern und Malta von Beginn an die gleichen Übergangsregelungen wie für die 15 «alten» EU-Mitgliedstaaten galten, wird diese Gruppe als EU-17-Staaten, und die weiteren neuen Mitglieder als EU-8-Gruppe geführt. Nachdem zum 1. Januar 2007 Bulgarien und Rumänien (EU-2) der EU beitraten, wurden drei verschiedene Übergangsregelungen unterschieden. 
Schließlich wurde Kroatien zum 1. Juli 2013 EU-Mitglied und zum 1. Januar 2017 das Freizügigkeitsabkommen mitsamt Übergangsregelung auf diesen Staat erweitert.

## Diskussion 2009
Bis zum 31. Mai 2009 musste die Schweiz die EU informieren, ob sie das Freizügigkeitsabkommen weiterzuführen gewillt ist. Gegen den Bundesbeschluss vom 13. Juni 2008, der die Weiterführung und die Ausdehnung der Personenfreizügigkeit auf Rumänien und Bulgarien vorsah, wurde das fakultative Referendum ergriffen. In der Volksabstimmung vom 8. Februar 2009 sprachen sich 59,6 Prozent der Abstimmenden für die Vorlage aus.
Daraufhin wurde 2009 die Anwendung der Ventilklausel zum politischen Thema, und von Wirtschaftsministerin Doris Leuthard befürwortet, doch vom Bundesrat damals nicht beschlossen. Das Begriff «Ventilklausel» wurde am Jahresende zum Schweizer «Unwort des Jahres 2009» bestimmt. In der Begründung wurde darauf hingewiesen, dass in der damaligen Wirtschaftskrise die «nüchtern–technologische» Umschreibung der Ein- und Rückwanderung an Aktualität gewonnen habe.

## Kontingentierung ab 2012
Eine Kontingentierung wurde vom Schweizer Bundesrat am 18. April 2012 für Angehörige aus den acht neuen osteuropäischen EU-Mitgliedstaaten (EU-8) eingeführt. Die EU-Kommission sprach daraufhin von einem ungerechtfertigten und diskriminierenden Entscheid. Die Kontingentierung wurde vom Schweizer Bundesrat am 24. April 2013 für die EU-8-Staaten bis zum 30. April 2014 verlängert und zugleich erweitert auf die übrigen EU-Mitgliedsstaaten (EU-17).
Die Ventilklausel für die EU-17 konnte bis zum 31. Mai 2014 angewendet werden, für die EU-8 gilt die volle Freizügigkeit seit Ende April 2014.
Für Bürger aus Bulgarien und Rumänien unterlag die Zuwanderung noch bis Juni 2019 der Kontingentierung.
Fortbestand hatten zunächst noch Übergangsbestimmungen für kroatische Staatsangehörige; für sie galten bis zum 31. Dezember 2021 arbeitsmarktrechtliche Beschränkungen und Höchstzahlen.